# L'Imprécateur
L'Imprécateur je francouzský hraný film z roku 1977, který režíroval Jean-Louis Bertuccelli podle stejnojmenného románu od Reného Victora Pilhese z roku 1974. Snímek měl světovou premiéru 7. září 1977.

## Děj
Paříž, věž Montparnasse, sídlo nadnárodní společnosti Rosserys & Mitchell. Po smrti jednatele společnosti Arangrudeho začnou kolovat po všech kancelářích anonymní zprávy zaměřené na společnost, které vyvolávají znepokojení a chaos. Několik vedoucích zaměstnanců se pustí do pátrání po tajemném narušiteli. Zatímco podezření a paranoia se postupně zmocňují každého zaměstnance, znepokojivé trhliny ohrožují i základy samotné budovy.

## Obsazení
| Jean-Pierre Marielle  | Roustev                 |
| Jean Yanne            | ředitel lidských zdrojů |
| Michel Piccoli        | Saint-Ramé              |
| Jean-Claude Brialy    | Le Rantec               |
| Michael Lonsdale      | Abéraud                 |
| Marlène Jobertová     | paní Arangrude          |
| Robert Webber         | americký zaměstnanec    |
| Charles Cioffi        | Ralph Mac Ganter        |
| Noëlle Adam           | paní Saint-Ramé         |
| Anton Diffring        | Ronson                  |
| Christine Pascal      | Betty Saint-Ramé        |
| Virginie Billetdoux   | Simone, sekretářka      |
| Philippe Brigaud      | Selis                   |
| Gérard Caillaud       | Chavegnac               |
| Pierre Haudebourg     | Samueru                 |
| Gérard Hérold         | Térenne                 |
| Jean-Claude Montalban | Yritieri                |
| Jean-Paul Muel        | Fournier                |
| Philippe Rouleau      | Vasson                  |
| Daniel Sarky          | Portal                  |
| Michel Subor          | Brignon                 |
| Michel Peyrelon       | Bourdon, muž z autobusu |
| André Rouyer          | Rumin, zástupce odborů  |
| Carl Studer           | Voster                  |

## Ocenění
- César: nominace v kategorii nejlepší kamera (Andréas Winding)